# Оксид нікелю(II)
Окси́д ні́келю(II), ні́кель(II) оксид — неорганічна бінарна сполука складу NiO. За звичайних умов є зеленуватими кристалами. У природі перебуває у вигляді мінералу бунзеніту. Оксид проявляє слабкі амфотерні властивості. Використовується як каталізатор та зелений пігмент.

## Поширення у природі
Оксид нікелю(II) є доволі малопоширеною в природі сполукою. Він розповсюджений, головним чином, у вигляді мінералу бунзеніту.

## Отримання
Оксид нікелю отримують, перш за все, термічним розкладанням у вакуумі або атмосфері азоту його кисневмісних сполук (гідроксиду, нітрату, сульфату):
{\displaystyle \mathrm {Ni(OH)_{2}{\xrightarrow {230-360^{o}C}}NiO+H_{2}O} }
{\displaystyle \mathrm {2Ni(NO_{3})_{2}{\xrightarrow {>500^{o}C}}2NiO+4NO_{2}+O_{2}} }
{\displaystyle \mathrm {2NiSO_{4}{\xrightarrow {>700^{o}C}}2NiO+2SO_{2}+O_{2}} }
Іншим методом отримання оксиду NiO є окиснення сполук, наприклад, металевого нікелю або його сульфіду. Проте в даному випадку можуть утворюватися домішки інших оксидів нікелю (Ni2O3, Ni3O4, NiO2).
{\displaystyle \mathrm {2Ni+O_{2}{\xrightarrow {500-1000^{o}C}}2NiO} }
{\displaystyle \mathrm {2NiS+3O_{2}{\xrightarrow {600-800^{o}C}}2NiO+2SO_{2}} }

## Хімічні властивості
Оксид нікелю не взаємодіє з водою та не піддається окисненню. Він є амфотерним оксидом. Реагує з розведенимим кислотами (однак, після тривалого прокалювання стає майже не реакційноздатним). Більшість солей Ni2+ мають насичений зелений колір розчинів:
{\displaystyle \mathrm {NiO+2HCl\rightarrow NiCl_{2}+H_{2}O} }
{\displaystyle \mathrm {NiO+H_{2}SO_{4}\rightarrow NiSO_{4}+H_{2}O} }
При спіканні взаємодіє із лугами та оксидами активних металів (наприклад, лужноземельних):
{\displaystyle \mathrm {NiO+2NaOH{\xrightarrow {400^{o}C}}Na_{2}NiO_{2}+H_{2}O} }
{\displaystyle \mathrm {NiO+BaO{\xrightarrow {1200^{o}C}}[BaNi]O_{2}} }
NiO розчиняється у концентрованому гідроксиді амонію, утворюючи координаційні сполуки. Атом Нікелю здатен координувати 4 або 6 лігандів:
{\displaystyle \mathrm {NiO+6NH_{4}OH{\xrightarrow {}}[Ni(NH_{3})_{6}](OH)_{2}+5H_{2}O} }
Оксид відновлюється під дією водню та коксу до металевого нікелю:
{\displaystyle \mathrm {NiO+H_{2}{\xrightarrow {200-400^{o}C}}Ni+H_{2}O} }
{\displaystyle \mathrm {NiO+C{\xrightarrow {300-400^{o}C}}Ni+CO} }

## Застосування
Оксид нікелю широко використовується як зелений пігмент для керамічної промисловості, а також як каталізатор.